# Morgow
Morgow, der Morgen, war ein polnisches Flächenmaß (Feld- und Ackermaß) zur Zeit der russischen Verwaltung.
- 1 Morgow = 3 Quadrat-Snur = 55,9872 Ar (nach[1]5662 1/5 Quadratmeter)
- Warschau: 30 Morgow = 1 Włóka (Hufe)